# ماركو شتشيبوفيتش
ماركو شتشيبوفيتش (بالصربية: Марко Шћеповић)‏ هو لاعب كرة قدم صربي في مركز الهجوم، ولد في 23 مايو 1991 في بلغراد في صربيا. شارك مع منتخب صربيا تحت 19 سنة لكرة القدم ومنتخب صربيا تحت 21 سنة لكرة القدم ومنتخب صربيا لكرة القدم. أما مع النوادي، فقد لعب مع تشايكور ريزه سبور ورويال إكسل موسكرون وريال مايوركا ونادي أحمد غروزني ونادي أولمبياكوس ونادي أومونيا ونادي بارتيزان ونادي بوريرام يونايتد ونادي مول فيهيرفار.

## وصلات خارجية
- ماركو شتشيبوفيتش على موقع الاتحاد الدولي (مؤرشف)  (الإنجليزية)
- ماركو شتشيبوفيتش على موقع الاتحاد الأوربي (الإنجليزية)
- ماركو شتشيبوفيتش على موقع اتحاد تركيا (لاعب) (الإنجليزية)
- ماركو شتشيبوفيتش على موقع قاعدة بيانات كرة القدم.إي يو (الإنجليزية)
- ماركو شتشيبوفيتش على موقع بيانات كرة القدم. دي إي (الألمانية)
- ماركو شتشيبوفيتش على موقع ناشيونال فوتبول تيمز (الإنجليزية)
- ماركو شتشيبوفيتش على موقع Soccerway.com (الإنجليزية)
- ماركو شتشيبوفيتش على موقع عالم كرة القدم.نت (الإنجليزية)
- ماركو شتشيبوفيتش على موقع AS.com (الإسبانية)